# Żołnierze psy

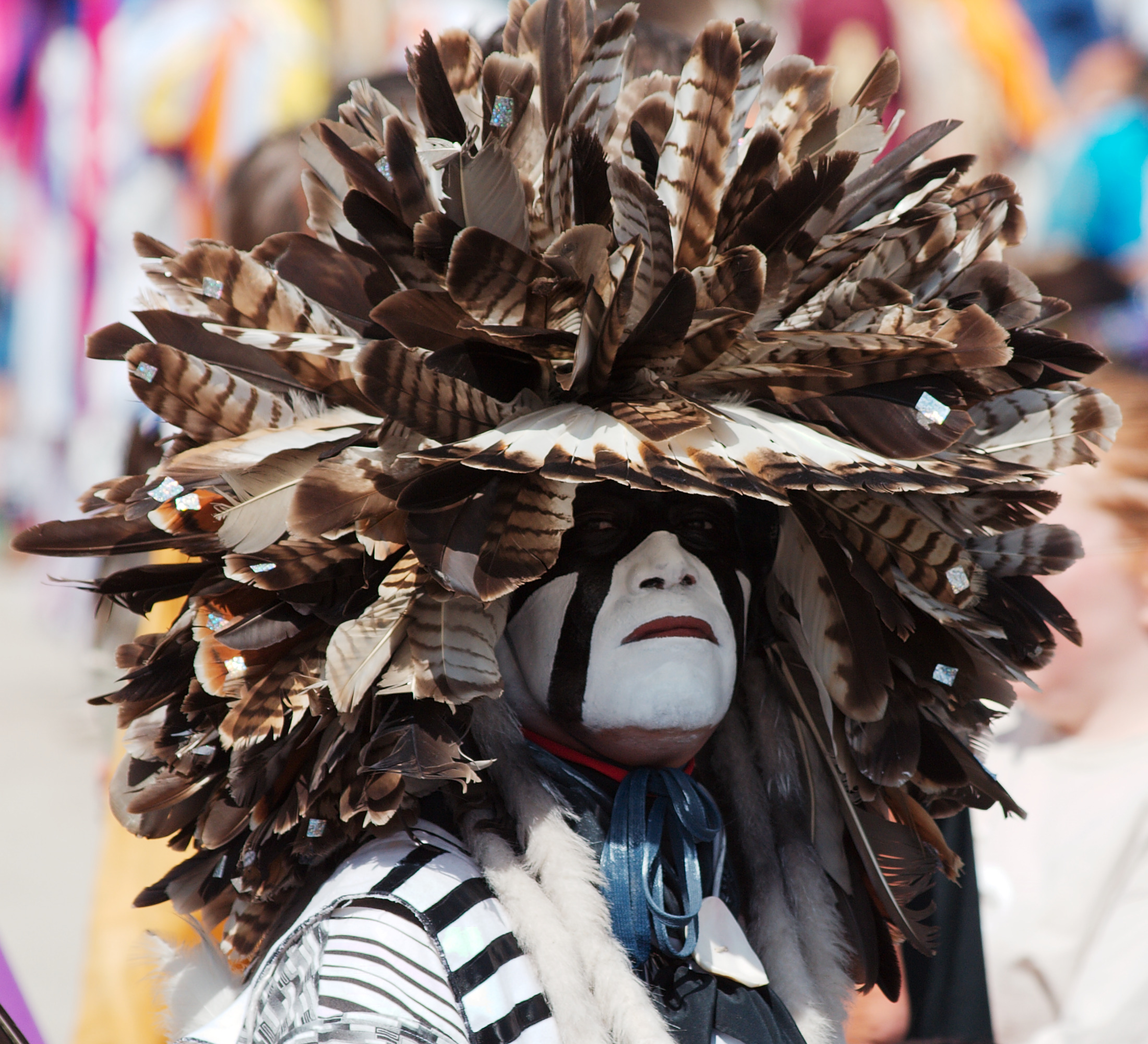
Nowoczesny nakrycie głowy dla Psiego Żołnierza, zdjęcie zrobione podczas pow-wow

Żołnierze psy (ang. Dog Soldiers lub Dog Men, szej. Hotamétaneo'o) - jedna z sześciu organizacji militarnych wśród Indian Szejenów.

## Historia
Począwszy od późnych lat 30 XIX w. przekształcali się w formację zbrojną, która odegrała istotną rolę w oporze Szejenów przeciwko amerykańskiej kolonizacji zajmowanych przez nich terenów dzisiejszych stanów: Kansas, Nebraska, Kolorado i Wyoming.
Po śmierci niemal połowy Szejenów Południowych w wyniku epidemii cholery w 1849 roku, wielu z pozostałych przy życiu zasiliło oddziały żołnierzy psów. Ostatecznie stworzyli odrębny szczep, osiadły na terenach pomiędzy tymi należącymi do Szejenów Północnych i Południowych. Byli przeciwni ugodowej polityce wobec białych prowadzonej przez wodzów takich jak Czarny Kocioł.
Większość żołnierzy psów zginęła w 1869 roku w bitwie z oddziałami amerykańskimi pod Summit Springs.
Współcześnie pojawiają się doniesienia o wskrzeszeniu idei żołnierzy psów na terenie Rezerwatu Szejenów Północnych w Montanie oraz w Zrzeszeniu Plemion Szejenów i Arapaho w Oklahomie.